# Ɨ
Ɨ ، ɨ یکی از حروف الفبای لاتین است. این حرف برساخته از یک I با خط تیره‌ای در درون آن است. ɨ در الفبای آوانگاری بین‌المللی نشان‌دهندهٔ واکه ناگردشی مرکزی بسته است.